# James Hampton (artiste)
Pour les articles homonymes, voir James Hampton et Hampton.
James Hampton, né le 8 avril 1909 à Elloree et mort le 4 novembre 1964 à Washington D.C., est un artiste américain, appartenant au mouvement de l'art brut, qui travaillait comme concierge mais construisit secrètement un vaste assemblage d'art religieux à partir de matériaux récupérés.
Son œuvre, connue sous le nom de « Trône de la troisième Assemblée générale du millénaire du ciel des Nations », est actuellement[Quand ?] exposée au Smithsonian American Art Museum. Selon le critique d'Art Robert Hughes du magazine Time, le Trône « pourrait bien être la plus belle œuvre d'art religieux visionnaire produite par un Américain »,.

## Biographe

### Jeunesse
James Hampton est né en 1909 à Elloree, en Caroline du Sud. Il est l'un des quatre enfants de James Sr. et de Sarah (Johnson) Hampton. Son père, qui avait abandonné la famille, était un chanteur de gospel et un prédicateur baptiste ambulant, mais aussi un criminel connu qui avait été condamné à faire partie de Chain gang. En 1928, Hampton déménage à Washington DC et partage un appartement avec son frère aîné, Lee. Hampton travaille en tant que cuisinier dans un snack-bar jusqu'en 1943, date à laquelle il est enrôlé dans l'armée de l'air américaine. Il sert avec le 385e escadron de l'aviation au Texas, Hawaï et dans les jungles de Saipan et de Guam. L'unité séparée était non combattante et ses tâches comprenaient la menuiserie et l'entretien des pistes d'atterrissage. Hampton a construit un petit objet semblable à un sanctuaire pendant son séjour à Guam, objet qu'il a ensuite intégré à son Trône. Il a reçu la médaille Bronze Star, a bénéficié d'une libération honorable en 1945 et est retourné à Washington, D.C.. En 1946, Hampton est embauché par la General Services Administration comme concierge et y travaille jusqu'à sa mort.

### Trône de la troisième Assemblée générale du millénaire du ciel des nations

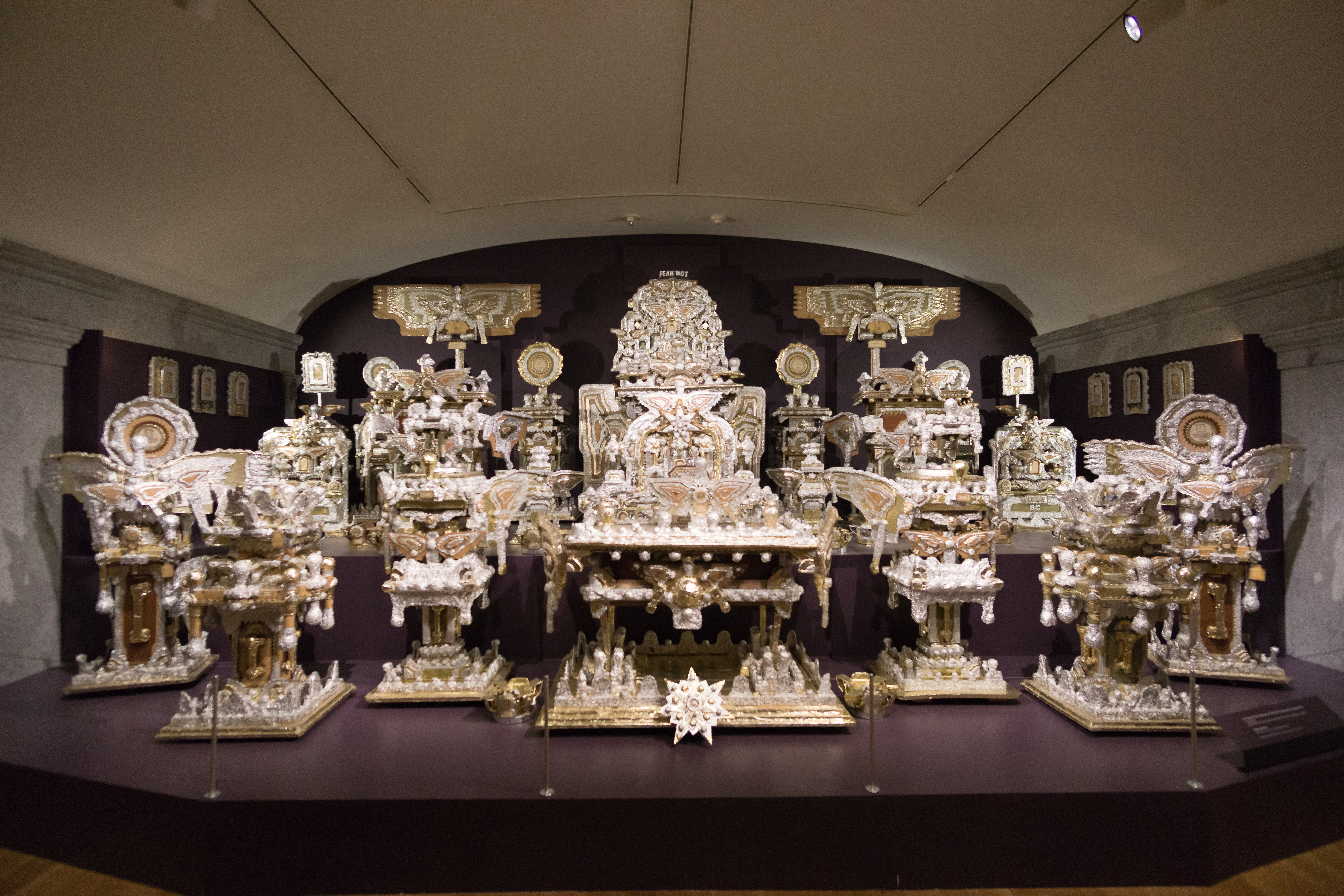
Le Trône de la troisième Assemblée générale du millénaire du ciel des Nations

En 1950, Hampton loue un garage dans la 7e rue du nord-ouest de Washington. Au cours des 14 années suivantes, Hampton construit une œuvre complexe d'art religieux à l'intérieur du garage avec divers matériaux de récupération tels que du papier d'aluminium et d'or, de vieux meubles, des morceaux de carton, des ampoules, des pots de gelée, des éclats de miroir et du papier buvard, maintenus ensemble par des punaises, de la colle, des épingles et du ruban adhésif.
L'œuvre complète comprend 180 objets au total, dont beaucoup sont gravés de citations tirées du Livre de l'Apocalypse. La pièce maîtresse de l'exposition est un trône de plus de deux mètres de haut, construit sur les fondations d'un vieux fauteuil marron matelassé portant l'inscription « Fear Not » (« N'ayez/N'aie pas peur ») à son sommet. Le trône est flanqué de dizaines d'autels, de couronnes, de lutrins, de tablettes et de chaires ailées. Les plaques murales à gauche portent le nom des apôtres et celles à droite énumèrent divers patriarches et prophètes bibliques tels qu'Abraham et Ezéchiel. Le texte du trône de la troisième assemblée générale du millénaire du ciel des nations a été écrit sur les objets dans l'écriture de Hampton.
Hampton a décrit son travail comme un monument à Jésus à Washington. Son travail avait pour base plusieurs visions religieuses qui l'ont poussé à se préparer pour le retour du Christ sur la terre. Hampton a écrit que Dieu lui rendait visite souvent, Moïse lui apparut en 1931, la Vierge Marie en 1946 et Adam le jour de l'investiture du président Truman en 1949. Le terme « troisième ciel » provient des Écritures, qui s'y réfèrent comme le « paradis des cieux » ou le royaume de Dieu.
L’œuvre est basée sur les prophéties bibliques du millénaire, y compris la vision qu'a eue l'apôtre Jean de Dieu assis sur un trône d'argent et d'or entouré d'anges, les références au jour du Jugement Dernier, les couronnes à porter par les sauvés et d'autres événements décrits dans l'Apocalypse. L'œuvre a également une affiliation avec des spectacles de chant afro-américains ainsi que des autels utilisés dans les religions du Nouveau Monde d'origine africaine telles que le Vaudou, la santeria et le Candomblé. Le critique d'Art Robert Farris Thompson décrit le trône comme une « fusion unique d'imagerie traditionnelle biblique et afro-américaine ».
L’œuvre est associée aux mouvements américains millénaristes et dispensationalistes des XIXe et XXe siècles. Ces mouvements divisèrent l'histoire des interactions de Dieu avec l'humanité en sept phases ou dispensations, la dernière étant le « Millénaire ».

### Saint Jean: Le Livre de la7eDispensation
Hampton a conservé un cahier à feuilles mobiles de 108 pages intitulé St James: The Book of the 7 Dispensation (« Saint Jean : Le Livre de la 7e Dispensation »). La majeure partie du texte a été écrite dans un script inconnu qui reste non déchiffré. Le texte est disponible en ligne et a fait l'objet de recherches.
Hampton modifia la septième dispensation pour devenir non seulement l'auteur du Livre de la 7e Dispensation, mais également un conseiller prophétique du Millénaire. Hampton a enregistré « L'ancienne et la nouvelle alliance » et une deuxième série de commandements, qui, croyait-il, lui avaient été transmis parce que l'Homme ne respectait plus les Dix commandements originels.
Une partie du texte était accompagnée de notes en anglais manuscrites par Hampton. Dans le cahier, Hampton s'appelait Saint James avec le titre de « Directeur, Projets spéciaux pour l'État de l'éternité » et finissait chaque page par le mot « Révélation »,. Hampton avait également écrit des textes, certains faisant référence à des visions religieuses, sur divers papiers et cartons et sur quelques pages de chacun des sept autres cahiers. Sur un tableau d'affichage dans un coin du garage se trouvait le message « S'il n'y a pas de vision, le peuple périt ».
Hampton a également créé des plaques murales avec des chiffres romains de un à dix et son écriture indéchiffrable suggérant des tablettes portant le commandement. La plus grande plaque à gauche de l'écran contient le texte « Plan de réajustement des nations » et a été découpée dans une feuille d'or.
Hampton est entré en contact avec les églises locales afin qu’elles utilisent sa création comme outil d’enseignement, mais aucune n’a été intéressée. Deux journalistes sont venus voir l’exposition mais ne l’ont pas jugée digne d'être mentionnée par la presse. Hampton espérait créer un autel en vitrine mais n’avait jamais atteint cet objectif.
Hampton était un peu reclus. Il avait peu d'amis intimes et passait la majeure partie de son temps personnel à travailler sur son sanctuaire. Hampton a fréquenté diverses églises à Washington, mais n’a jamais rejoint une congrégation particulière, convaincu que la prolifération des confessions était en contradiction avec l’unicité de Dieu. Il a exprimé le souhait de trouver une « femme sainte » pour l'aider dans son travail mais ne s'est jamais marié.
On ignore si Hampton s’est considéré comme un artiste. Le travail de Hampton est un exemple d'art naïf - un art fait par des autodidactes, qui n'ont pas étudié les techniques de l'art, l'histoire de l'art ou la théorie de l'art.

### Mort et découverte de l'exposition
Hampton meurt d'un cancer de l'estomac le 4 novembre 1964 à l'hôpital des vétérans à Washington. Il est enterré dans l'église baptiste Warren Chapel à Elloree en Caroline du Sud.
Les œuvres n'ont été découvertes qu'après la mort de Hampton en 1964, lorsque le propriétaire du garage, Meyer Wertlieb, est venu découvrir pourquoi le loyer n'avait pas été payé. Il savait que Hampton construisait quelque chose dans le garage. Lorsqu'il ouvrit la porte, il trouva une pièce remplie d'œuvres d'art.
Hampton avait caché son projet à la plupart de ses amis et de sa famille. Ses proches en ont entendu parler pour la première fois lorsque sa sœur est venue réclamer son corps. Lorsque la sœur de Hampton a refusé de prendre l'œuvre d'art, le propriétaire a placé une annonce dans les journaux locaux. Ed Kelly, un sculpteur, a répondu à la publicité et a été tellement surpris par l'exposition qu'il a contacté la collectionneuse d'art Alice Denney. Denney a amené les marchands d'art Leo Castelli et Ivan Karp, ainsi que l'artiste Robert Rauschenberg, pour voir l'exposition dans le garage. Harry Lowe, directeur adjoint du Smithsonian Art Museum, a déclaré au Washington Post que pénétrer dans le garage était « comme ouvrir la tombe de Tut ».
L’histoire de Hampton et de ses œuvres est finalement devenue publique dans le Washington Post du 15 décembre 1964. Lowe paya le loyer exceptionnel de Hampton et prit possession de l'exposition artistique. En 1970, les œuvres de Hampton ont été données au Smithsonian American Art Museum, où elles sont exposées depuis,.

## Dans la culture populaire
L'auteur et poète Denis Johnson a publié un livre intitulé The Throne of the Third Heaven of the Nations Millennium General Assembly: Poems Collected and New (« Le trône de la troisième Assemblée générale du millénaire : Poèmes rassemblés et nouveaux »), qui comprend un poème nommé d'après le travail de Hampton.
En 2007, le compositeur Jefferson Friedman a créé une pièce musicale intitulée Le trône du troisième ciel commandée conjointement par l'Orchestre symphonique national et la Fondation ASCAP. La pièce est inspirée des œuvres d'art de Hampton et dure 20 minutes.
Le groupe de musique indépendante Le Loup a annoncé en 2007 le lancement de son premier album, The Throne of the Third Heaven of the Nations' Millennium General Assembly (« Le Trône de la troisième Assemblée générale du millénaire du ciel des Nations »).
En 2015, l'auteur Shelley Pearsall a publié un roman pour jeunes adultes, The Seventh Most Important Thing (« La Septième chose la plus importante »), qui met l'œuvre d'art et l'artiste dans un contexte fictif, imaginant une rencontre entre Hampton et un garçon de treize ans en difficulté. L’auteur dit avoir été inspirée par le fait que « pendant plus d’une décennie, Hampton avait travaillé seul, sans fanfare, pour créer de l’art pour l’intérêt de l’art - un concept presque impossible à saisir dans le monde actuel de partage effréné des médias sociaux et célébrité instantanée ».